# Vanity Lewerissa
Vanity Lewerissa (Maastricht, 1º aprile 1991) è una calciatrice olandese, centrocampista offensiva dello Standard Liegi.

## Carriera

### Club
Inizialmente ha giocato nella prima divisione belga per lo Standard Liegi , con la quale ha anche giocato la Champions League .

### Nazionale
Ha debuttato nella nazionale maggiore di calcio femminile olandese il 6 marzo 2015 in una partita contro la Finlandia e ha fatto parte delle squadre della FIFA Women's World Cup 2015 e della squadra 
vincitrice della UEFA Women's Euro 2017.  Non è presente invece nella FIFA Women's World Cup 2019.

## Palmarès

### Club
- Campionato belga: 4

Standard Liegi: 2011-2012, 2012-2013, 2013-2014, 2014-2015
- BeNe League: 1

Standard Liegi: 2014-2015
- Supercoppa belga di calcio femminile: 1

Standard Liegi: 2011-2012
- BeNe Super Cup: 2

Standard Liegi: 2011, 2012

### Nazionale
- Campionato d'Europa: 1

Paesi Bassi 2017